# 0-Euro-Schein

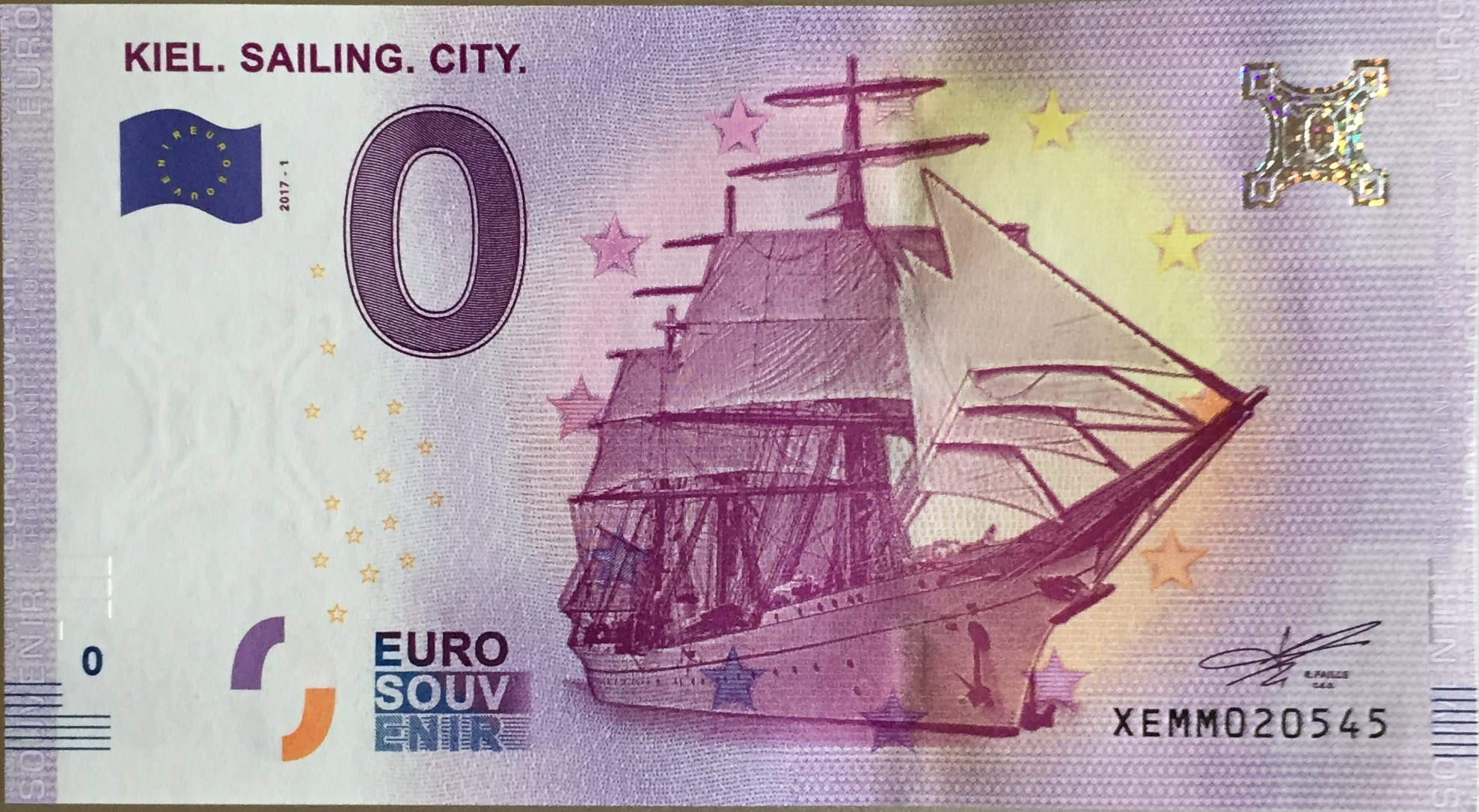
Beispiel eines 0-Euro-Scheines (zur Kieler Woche 2017)

Der 0-Euro-Schein ist ein von Richard Faille mit Erlaubnis der EZB entwickelter Euro-Souvenir-Schein.
Der Schein hat einen Nominalwert von null Euro und wird vom weltweit drittgrößten Banknotenhersteller, der französischen Wertpapierdruckerei Oberthur Technologies, mit einigen für Banknoten typischen Sicherheitsmerkmalen auf Sicherheitspapier gedruckt. Sie sind mit dem aufgedruckten Nennwert von „0 Euro“ jedoch keine gültigen Zahlungsmittel und offiziell auch keine Banknoten, da sie von keiner Notenbank als Emittent ausgegeben werden. Durch die Auswahl der eingesetzten Merkmale und insbesondere die Farbe Lila können sie vor allem optisch nicht mit Zahlungsmitteln verwechselt werden. Einschlägige Testgeräte erkennen sie nicht als authentische Zahlungsmittel. Mit Prüfstiften reagiert das eingesetzte Sicherheitspapier nicht oder nur unterschwellig.

## Motive
Die einzelnen Serien tragen auf der Vorderseite beliebige Motive von touristischem Interesse, wie Sehenswürdigkeiten, Museen, Freizeitparks, Persönlichkeiten der Geschichte, historische Anlässe, Ereignisse und sportliche Veranstaltungen. Die Scheine sind als Souvenir, Spende und Werbemittel anzusehen. Trotz eines Zahlwertes von null Euro werden sie nicht kostenlos abgegeben. Von der jeweiligen touristischen (Ausgabe-)Stätte kann mit dem Verkauf eine Einnahme erreicht werden, um das kulturelle Erbe zu erhalten, aufzuwerten und zu fördern. Durch das Vertreiben der Scheine wird auf touristische Ziele des Kulturerbes hingewiesen. Inzwischen sind sie bei Touristen und Sammlern genauso beliebt wie klassische Ansichtskarten.
Die ersten französischen Scheine aus dem Jahr 2015 hatten ein kleineres Format und weitere Sicherheitsmerkmale auf Vorder- und Rückseite. Eine Europaflagge war links oben aufgedruckt. Meist wurden die Scheine über besonders aufgestellte Verkaufsautomaten für einen Verkaufspreis von zwei Euro verkauft. Aufgrund der Ähnlichkeit mit echten Banknoten wurden die in kleineren Serien aufgelegten Scheine sowohl als Souvenir als auch als Sammlerstücke beliebt. Das Geschäft lief so gut, dass die Scheine Nachfolger erhielten.

## Geschichte
Ab 1996 entwickelte der französische Geschäftsmann Richard Faille ein Konzept für Gedenkmedaillen von Sehenswürdigkeiten und historischen Bauten. Mit über 1500 verschiedenen Motiven wurden über 60 Millionen Stück verkauft. Als Weiterentwicklung folgten Euro-Souvenir-Scheine mit einem Nennwert von null Euro. Diese werden in Frankreich produziert und seit April 2015 von Museumsläden und Touristenzentren über das Land verteilt in Frankreich und Monaco verkauft. Stand 2022 waren mehr als 120 länderspezifische Scheine verfügbar.

### Frankreich (2015)
Die ersten 0-Euro-Scheine waren grundsätzlich anders gestaltet und etwas kleiner. Sie hatten noch das direkte Format der 20-Euro-Banknote. Einige Merkmale wurden später auf beiden Seiten abgeändert oder weggelassen. Unter UV-Licht werden noch andere Merkmale sichtbar oder fehlen ganz. Zum Beispiel ist kein „0 €“ unter UV-Licht sichtbar.
Diese Scheine trugen auf der Vorderseite links oben die Europaflagge. Es waren kleine gelbe Sterne links anders angeordnet und die kleine blaue Null unten links fehlte. Die Hintergrundgestaltung hatte eine andere Grafik und die Scheine hatten am Rande links und rechts einen fühlbaren Streifen. Der linke Streifen zeigte links oben eine Null sowie neben kleinen Kreisen den Schriftzug „ZEROEUROSOUVENIR“. Es fehlte in der Randgestaltung links und rechts der Eindruck „EUROSOUVENIR“.
Das Eurosymbol der Rückseite oben links war nicht schraffiert und die Hintergrundgestaltung hatte eine andere Grafik als spätere Ausgaben. Der Vermerk zur Druckerei unten rechts fehlt.

### Weitere Verbreitung
Das Verbreitungsgebiet der 0-Euro-Scheine wurde 2016 auf die Überseegebiete Guadeloupe und Französisch-Guayana ausgedehnt sowie auf Länder wie Belgien und Spanien. Die Rückseite der Scheine wurde daraufhin geändert. Seit 2016 sind neben französischen auch Motive aus verschiedenen Ländern Europas abgebildet.
Ab 2017 kamen zum vorherigen Verbreitungsgebiet 0-Euro-Scheine in Österreich, den Niederlanden, Portugal, Luxemburg, der Schweiz, Italien, Griechenland, Finnland und San Marino hinzu.
2018 wurden eigene Ausgaben in Litauen, der Slowakei und dem Vatikan ausgegeben. Zudem werden eigene Ausgaben in Nicht-Euro-Staaten wie China, Russland und den USA ausgeführt. Ursprünglich erfolgten Neuausgaben zum Kauf vor Ort an touristischen Stätten, der Erfolg der Idee führte immer mehr zu privaten Herausgebern über entsprechende Seiten im Internet.
Zwischenzeitlich sind auch Scheine in der Farbe Grün erschienen, die allerdings nicht von Richard Faille stammen und insbesondere nicht die typischen Sicherheitsmerkmale sowie die Währungsangabe aufweisen.

#### Deutschland
Der erste 0-Euro-Schein Deutschlands wurde am 30. März 2016 vom Zoo Duisburg zum Preis von drei Euro herausgegeben. Abgebildet waren auf der ersten Ausgabe mit einer Auflage von 5000 Stück der Giraffenbulle Kiringo, Tiger Elroy und das Koalamännchen Thalera. In der zweiten Serie mit einer Auflage in gleicher Höhe wurde das Motiv abgeändert und der Giraffenbulle Kiringo durch den Brillenbären Pablo ersetzt. Seither werden weitere Serien von Souvenirscheinen mit deutschen Motiven herausgegeben.

#### Österreich
Der erste 0-Euro-Schein Österreichs wurde 2017 vom Alpenzoo Innsbruck herausgegeben. Mit dem Erlös wurde ein neues Gehege für Zwergmäuse finanziert.

#### Schweiz
Eine Besonderheit sind die ab 2017 ausgegebenen 0-Souvenir-Scheine der Schweiz, da es auf Vorder- und Rückseite Abweichungen in der Gestaltung gibt. Bisher sind zehn verschiedene Ausgaben aus dem Jahre 2017 bekannt. Im Jahre 2018 wurden insgesamt neunzehn Scheine und 2019 zwölf Scheine ausgegeben. Im Jahr 2020 gab es sieben Ausgaben, denen weitere folgten.
Die Schweizer Flagge befindet sich auf der Vorderseite oben links unter dem Titel. Unten links wurde auf das Wort „EURO“ verzichtet, es steht nur zweizeilig „SOUVENIR“. Die vierstelligen Serienbuchstaben beginnen mit „CH“ und damit entfällt der sonst übliche Hinweis auf die (Euronoten-)Druckerei mit einem „E“. Es fehlt die Null sowie das Eurosymbol bei der Betrachtung unter UV-Licht und die siebzehn Sterne sind eher in der Mitte.
Auch auf der Rückseite gibt es oben links weder die Null noch das Eurosymbol. Ein Grund für den Verzicht auf die Null ist unbekannt. Rechts unten steht wie auf der Vorderseite nur zweizeilig „SOUVENIR“. Obwohl anscheinend immer auf den Bezug zum „EURO“ verzichtet werden sollte, ist auf beiden Seiten im Hintergrund die Mikroschrift „ZEROEUROSOUVENIR“ aufgedruckt. Ein einzeiliger Vermerk zur Druckerei auf Französisch steht unten rechts.
In der Schweiz waren die Scheine „Guillaume Tell“, „Fondation Barry du Grand-St-Bernhard“ sowie die erste Ausgabe „Freddie Mercury-Montreux“ 2018 wohl am beliebtesten.

## Eigenschaften
Der in Violett gehaltene 0-Euro-Schein ist nicht auf dem gleichen Papier wie die Euro-Banknoten gedruckt und mit 135 mm × 74 mm größer als eine 20-Euro-Note. Das Papier wird wie für Banknoten üblich auf Baumwollbasis hergestellt. Jeder Schein enthält folgende Sicherheitsmerkmale: Wasserzeichen, Metallstreifen im Papier, fühlbarem Relief, Hologramm, Mikroschrift, Durchsichtsregister, fluoreszierende unsichtbare Farbe, dazu individuelle Serienbuchstaben und Kontrollnummer. Der Schein wird in Offset- und Stichtiefdruck hergestellt. Das spezielle Hologramm rechts oben sowie das personalisierte Wasserzeichen links stellen die Draufsicht auf den Pariser Eiffelturm dar. Die Mikroschrift im Hintergrund sowie andere Details werden erst mit einer Lupe besser sichtbar. Es gibt zusätzlich verschiedene UV-Elemente und Sicherheitsfasern, die unter UV-Licht sichtbar werden.

### Vorderseite
Der zentrale Bereich enthält das zu Grunde gelegte Motiv, eine Sehenswürdigkeit, eine kulturelle Einrichtung oder eine charakteristische Symbolik, wie Luther für die Reformation. In der linken oberen Ecke ist der zum Motiv gehörende Titel wiedergegeben. Seit 2016 wurde die Europaflagge durch eine blaue Flagge ohne Europasterne und dafür mit der kreisförmigen gelben Mikroschrift EUROSOUVENIR ersetzt. Auf der linken Seite sind siebzehn gelbe Blüten aufgedruckt, die unter UV-Licht hervorgehoben sind. Rechts daneben steht die Jahreszahl und die Motivnummer. Die vierstelligen Serienbuchstaben sowie die Kontrollnummer unten rechts ist innerhalb einer Ausgabe einmalig, jedoch mit Jahr und Versionsnummer eine eindeutige Identifizierung. Ebenfalls unten rechts befindet sich die stilisierte Unterschrift von Richard Faille, dazu „C.E.O.“ und der Name in Klarschrift.

### Motivnummer, Kontrollnummer und Auftraggebermarke
Oben links gleich neben der Flagge befindet sich das Jahr der Ausgabe und die zweite Ziffer ist die eigentliche Motivnummer (etwa in der Form 2017-1). Dabei gilt folgende Regelung: Werden im gleichen Jahr vom gleichen Auftraggeber (vergleiche dabei auch die letzten beiden Buchstaben vor der Kontrollnummer) zwei Ausgaben mit dem gleichen Motiv ausgegeben, ändert sich die Motivnummer nicht (bleibt somit bei 2017-1). Gibt es allerdings ein neues Motiv, dann ändert sich die Motivnummer (somit auf 2017-2). Das bedeutet im Folgejahr bei einer weiteren Ausgabe mit unverändertem Motiv, ändert sich nur das Ausgabejahr und die Motivnummer bleibt gleich. Diese Regelung wird allerdings nicht immer eingehalten.
Der erste Buchstabe vor der Kontrollnummer gibt den alten Eurobanknoten-Ländercode wieder (z. B. „U“ für Frankreich, „X“ für Deutschland oder „N“ für Österreich). Mit zunehmender Vielfalt an Ausgaben und Motiven gibt es bereits Abweichungen. Der zweite Buchstabe ist bei allen 0-Euro-Scheinen ein „E“ und steht für die französische Druckerei Oberthur Technologies, in der alle Scheine gedruckt werden. Die nächsten beiden Buchstaben stehen für das Kurzzeichen des Kunden, der die Serie in Auftrag gegeben hat. Die folgende sechsstellige Kontrollnummer wird innerhalb einer Serie fortlaufend nummeriert.

### Rückseite
Die ursprüngliche Serie von 2015 hatte auf der Rückseite rein französische Motive. Abgebildet waren der Eiffelturm, die Kathedrale Notre-Dame de Paris, die Abtei Mont-Saint-Michel in der Normandie und das römische Aquädukt Pont du Gard im Süden Frankreichs. Alle auf der Rückseite dargestellten Bauwerke waren und sind noch aktuell zusätzlich im Motiv selbst an unterschiedlichen Stellen in Mikroschrift betitelt.
Mit der Verbreitung auf andere Länder wurde die Rückseite der Scheine seit 2016 auf Motive aus Europa angepasst. Mit dem Eiffelturm in der Mitte ist daran
- das Kolosseum in Rom dargestellt.
- Links davon der Uhrturm am Palace of Westminster in London (Big Ben) und
- das Brandenburger Tor in Berlin,
- rechts davon die Basilika Sagrada Família in Barcelona (Spanien) und
- die Brunnenfigur Manneken Pis in Brüssel.[7]

Mitte 2017 ist auf der Rückseite das Motiv des englischen Big Ben durch den Torre de Belém in Lissabon ersetzt worden. Offensichtlich steht dies in Bezug zum Austritt Englands aus der Europäischen Union. Beispielsweise gibt es das Motiv „Schloss Moritzburg“ bei gleichem Vorderseitendruck mit zwei unterschiedlichen Rückseiten. An der Kontrollnummer ist bei jenen Motiven die Unterscheidung möglich.
Als der Big Ben durch den Torre de Belém ersetzt wurde, überarbeitete man offenbar gleichzeitig auch einige Bereiche der Mikrografik im Hintergrund. Zum Beispiel ist das Grafikgewebe, welches die Brunnenfigur „Manneken Pis“ strukturiert, abgeändert. Im unteren Bereich gab es ursprünglich den Hinweis auf die Druckerei mit „IMPRIME PAR OBERTHUR FIDUCIAIRE“ den man ab ca. September 2019 in einen nun zweizeiligen Hinweis auf Englisch „PRINTED BY OBERTHUR FIDUCIAIRE“ und darunter „MADE IN FRANCE“ abgeändert hat.

### Sicherheitsmerkmale
Die 0-Euro-Scheine sowie die Schweizer 0-Souvenir-Scheine tragen einen Sicherheitsfaden aus Aluminium oder bedampftem Kunststoff, der nur auf der Rückseite sichtbar ist. Im Gegensatz zum Euro-Streifen ist er breiter und wechselnd in der Papiermasse als „Fensterfaden“ eingebettet. Der Faden selbst ist vielseitig gestaltet und es kommen innerhalb einer Serie unterschiedlich gestaltete Sicherheitsfäden vor. Für Sammler ist dieses variable Merkmal des bedruckten Basis-Papiers ein wichtiges Element. Auf dem Schein 500-Jahre-Reformation (Martin Luther) sind die griechischen Buchstaben απω aus dem Metallstreifen gebrannt. Auf dem Schein „Festung Königstein“ sind schwarze Punkte mit einem „freigelegtem“ Kreis auf einem rot-violett geteilten Streifen.
Das Durchsichtsregister auf der Vorderseite unten rechts und entsprechend auf der Rückseite unten links besteht aus einer ovalen Null in vier Teilen, ergänzt auf beiden Seiten mit EURO/SOUV/ENIR. Zu den Sicherheitsmerkmalen wie bei Geldscheinen gehören Wasserzeichen, Fluoreszenzdruckfarbe, Hologramm, individuelle Kontrollnummer und vom Euro-Papier abweichende Einlagen der Papiermasse. Auch beim Hologramm sind ab 2018 unterschiedliche Gestaltungsvarianten festgestellt worden.

### Auflagen
Die Auflagen der einzelnen Serien sind vom Auftraggeber vorgegeben und liegen meist bei 5.000 oder 10.000 Stück. Höhere Auflagen mit bis zu 150.000 Stück wurden in Deutschland bereits ausgegeben. Dabei wird die gesamte bestellte und durchnummerierte Stückzahl der Scheine von der Druckerei an den auftraggebenden Kunden ausgeliefert. Spezialsammler bevorzugen besondere Nummernfolgen wie „000111“ oder Spiegelnummern wie „002002“. Für solche Besonderheiten werden dann höhere Preise gezahlt und Spezialhändler haben sich darauf eingestellt. Die Berliner Firma, die die Scheine in Deutschland vertreibt, spricht auf ihrer Seite von einem „Impulskauf mit Mehrwert“. Laut der Frankfurter Allgemeinen Sonntagszeitung wurden 2015 schon 60 Millionen 0-Euro-Scheine verkauft.

### Änderungen ab 2020
Ab 2020 gibt es einige Änderungen in der Gestaltung der Scheine. Auf Vorder- und Rückseite sind die Scheine noch mit zusätzlichen Sicherheitsmerkmalen ausgestattet. Auf der Vorderseite rechts sind fünf kleine blaue Sterne aufgedruckt. Die bislang tastbaren Streifen (Simultouch) auf der Vorderseite links und rechts entfielen. Weitere Änderungen gab es beim Wasserzeichen und den Fluoreszenzdruckfarben. Zusätzlich ist nur im Jahr 2020 eine genau vorbestimmte Anzahl von Scheinen einer neuen Serie mit einem zusätzlichen Text bedruckt worden, der an das fünfjährige Jubiläum der 0-Euro-Scheine mit dem Aufdruck „ANNIVERSARY 2020“ erinnerte. Der zusätzliche Aufdruck ist besonders unter UV-Beleuchtung sichtbar.

## Sammelobjekte
In Frankreich erlangte der 0-Euro-Schein bei Touristen und Sammlern große Beliebtheit. Die Scheine werden für zwei bis drei Euro verkauft. Zum Teil werden sie für wesentlich höhere Beträge an Sammler angeboten. Die Erstausgaben noch mit der ursprünglichen Gestaltung sind besonders beliebt. Manche limitierten Ausgaben erfreuen sich großer Beliebtheit, sodass sie mit Preisen von bis zu mehreren Hundert Euro gehandelt werden. „Das sind dann Sammlerstücke, die an Wert gewinnen, wenn sie knapp sind – ähnlich wie bei Briefmarken.“ erläutert der Münchner Volkswirtschaftler Gerald Mann. Allerdings hätten Briefmarken noch eine wirtschaftliche Funktion, was die 0-Euro-Scheine nicht haben.
2016, als das Sammelgebiet „0-Euro-Souvenir-Scheine“ aufkam, gab es in Deutschland dreizehn Ausgaben, 2018 waren es 160 Ausgaben innerhalb eines Jahres. Ein kultureller Wert ist bei vielen Scheinen nicht mehr erkennbar, etwa bei den Ausgaben „Kehlsteinhaus – Eagles Nest 1834 m“ oder „Pope Francis“.
Wie ein Sprecher der Europäischen Zentralbank mitteilte, reguliert oder genehmigt diese die Produktion von Souvenir-Noten nicht direkt. Wenn offizielle Gelddruckereien solche Scheine herstellen, müssen sie sich aber an die EZB-Regeln halten und sicherstellen, dass die „falschen“ Scheine von echten unterschieden werden können. Trotzdem haben blinde und sehschwache Menschen mit dem Erkennen von Souvenirscheinen Probleme, da besonders die Scheingröße ein wichtiges und unverzichtbares Erkennungsmerkmal für Betroffene ist.

### Fehldrucke (Abarten)
Bei der Herstellung können auf Null-Euro-Scheinen (wie bei anderen Ausgaben auch) drucktechnisch bedingt Fehldrucke entstehen, diese werden oft erst nach der Ausgabe von Sammlern bemerkt. Es kann die gesamte Auflage oder auch nur ein Teil betroffen sein. Zu Fehlern kann es bereits auf der inkorrekt dargestellten Druckvorlage kommen, sodass Scheine entsprechend mit Fehlern gedruckt wurden. Kleinere oder auch größere Druckausfälle, Farbschwankungen und weitere Fehler können im Motiv sichtbar werden. Manche Mängel entstehen nicht beim Druckvorgang, sondern liegen bereits in der Motivwahl oder geraten durch Unachtsamkeit auf die Druckplatte. Beispiele solcher Fehldrucke oder Motivmängel sind:
- MOZARTHAUS-SALZBURG, Österreich, Scheine XELH, 2017-1. Trotz der Regelung, dass sich der erste Kennbuchstabe der Scheine nach den Kennbuchstaben der Euro-Banknoten orientiert, steht auf den Scheinen das „X“ für Deutschland. Richtig wäre aber das „N“ für Österreich gewesen.
- MINIATURE WUNDERLAND HAMBURG, Scheine XEHA, 2018-4. Hier ist im Wort „MINIATURE“ das „E“ zu viel. Betroffen ist nur ein Teil der gesamten Auflage.
- Auf einem slowakischen 0-Euro-Schein mit der Burg Bratislava gibt es einen Schreibfehler: statt „Bratislavský hrad“ steht dort „Bratislavký hrad“ ohne das zweite „s“. Die Auflage des Scheins beträgt 5.000 Stück.[27]
- ALBRECHTSBURG MEISSEN, Scheine XENQ, 2018-2. Die gesamte Auflage wurde mit Druckausfällen im Motiv hergestellt.[28] Als bereits ein Teil verkauft war, wurden diese Druckmängel bemerkt und die unverkauften Scheine zurückgehalten, reklamiert und an die Druckerei zurückgegeben. Die reklamierten Scheine wurden von der Druckerei ersetzt und fehlerfrei an den Auftraggeber ausgeliefert. Es gibt daher Scheine mit und ohne Fehler im Motiv.[29]
- Bei der Serie zur Fußball-WM 2018 in Russland (RUSSIA, XERU, 2018-2-RU) wurde meist ein Spieler in Aktion vor dem Hintergrund eines typischen Wahrzeichens des jeweiligen Landes dargestellt. Beim Schein „RUSSLAND“ lautet die in Englisch verfasste Bezeichnung „Kremlin Moscow“, übersetzt „Kreml Moskau“. Als Motiv wurde jedoch die Basilius-Kathedrale auf dem Roten Platz verwendet.
- Bei der gesamte Auflage XEDC, 1-2018 – BERLIN-SIEGESSAULE wurde die Motivbezeichnung SIEGESSAULE bereits bei der Motivgestaltung mit A statt mit Ä falsch erstellt.
- DEUTSCHES SPIONAGEMUSEUM BERLIN, hier wurde das DDR-Wappen an der Glienicker Brücke historisch falsch dargestellt. Bei der auf dem Schein gezeigten Sichtachse (von Berlin, östliches Ufer) nach (Potsdam, westliches Ufer), hätte das Wappen der DDR nicht am vorderen, sondern am hinteren Eisenfachwerk angebracht sein müssen. Alte Fotos belegen das. Damit wurde das Wappen in der Grafik über die ehemalige Grenze nach Berlin verschoben, was falsch ist. Betroffen ist die gesamte Auflage XEER, 1-2019.[30]
- FALL DER MAUER, beim Motiv 2019-1 XEEQ der dreiteiligen Serie ist im unteren Bereich ein Zitat von Erich Honecker vom 19. Januar 1989 gedruckt worden. Im aufgedruckten Namen „Ehrich Honecker“ ist ein „h“ zu viel. Der Fehler war bereits auf dem Musterschein (123456) vorhanden, so kam es zum fehlerhaften Druck; betroffen ist die gesamte Auflage. Der Verkauf wurde inzwischen gestoppt.[31]
- DDR MUSEUM – BERLIN, beim Motiv 2020-7 XELZ kam es zu einem Druckfehler. Im halbrunden Schriftzug unten wurde „30 JAHRE DEUTSCHEN EINHEIT“ statt „30 JAHRE DEUTSCHE EINHEIT“ gedruckt.

### Besondere Motive
- Die Stadt Kiel gab einen Schein mit dem Motiv des Segelschiffs Gorch Fock mit einer Auflage von 45.000 Stück heraus. 2017 wurde eine zweite Auflage (50.000 Stück) als Souvenir für 2,50 Euro je Stück angeboten.[32] 2018 erschienen anlässlich des Matrosenaufstandes von 1918, 2019 anlässlich der 125. Kieler Woche (Auflage 20.000 Stück) sowie 2020 zum 125. Jubiläum des Nord-Ostsee-Kanals weitere Motive.
- Die Museumslandschaft Hessen Kassel gab zum 300. Errichtungstag des Kasseler Wahrzeichens Herkules einen Souvenirschein heraus. Nachdem dieser kurze Zeit später vergriffen war, wurden weitere 5000 Stück mit gleichem Motiv nachgedruckt.[33]
- Große mediale Aufmerksamkeit erreichte eine Ausgabe zum Kirchentag 2017 mit dem Titel „Gottes Gnade gibt es umsonst“, deren erste Auflage war auf 10.000 Scheine limitiert. Dieser vom überkonfessionellen Verein Gott.net anlässlich des Reformationsjubiläums 2017 zum Gedenken an den 500. Reformationstag herausgegebene Schein führte im Mai 2017 zu Artikeln in mehreren größeren Zeitungen in Deutschland und Österreich.[34][35]
- Zum 200. Geburtstag von Karl Marx hat die Tourismusorganisation der Stadt Trier im Frühjahr 2018 einen 0-Euro-Schein herausgegeben. Er wurde für drei Euro mehr als 100.000 Mal in mehr als 40 Länder verkauft. Medien haben international über 100 Mal über den Schein berichtet.[36]
- Der Förderverein Berliner Schloss e. V. gab einen Schein mit einer Auflage von 5000 Stück heraus. Vom Verkaufspreis wird jeweils ein Euro für den Wiederaufbau der historischen Fassade des Berliner Schlosses gespendet.[37] Nachdem dieser und auch die zweite Auflage von 5000 Stück mit etwas anderem Motiv ausverkauft sind, ist eine dritte Auflage mit 10.000 Stück vorgesehen.[7] Weitere Auflagen mit anderen Motiven vom Stadtschloss folgten.
- Für das Finsterwalder Sängerfest hatte die Finanzchefin des Vereins den Kontakt zur Firma „EuroSchein Souvenir GmbH“ aufgenommen. Dargestellt ist das Sängerlieddenkmal auf einer limitierten Auflage von 10.000 Scheinen. Verkauft wurde erstmals 2018 und nur in diesem Jahr zum Preis von zwei Euro.[38]
- Ein Schein vom MSV Duisburg zeigt die Schauinsland-Reisen-Arena, darüber das Zebra-Logo und den Vereinsnamen. Der MSV-Schein ist in einem Katalog mit 900 Euro vermerkt. Dieser Schein ist aber nicht frei erhältlich und wird nur bei einem Vertragsabschluss mit den Stadtwerken Duisburg abgegeben.[39]
- Zum 80. Geburtstag von Karel Gott wurde am Sonntag, 14. Juli 2019 in Prag, Tschechien, ab neun Uhr morgens ein Souvenirschein mit dem Porträt des Sängers für 50 Tschechische Kronen (CZK) oder auch für 2 Euro aus zwei Automaten verkauft. Hunderte Fans und Sammler hatten sich dazu bereits am Vorabend vor einem bekannten Musikgeschäft im Zentrum der Stadt angestellt. Die Polizei und weitere Sicherheitskräfte sorgten für Ordnung. Am frühen Sonntagnachmittag waren die Scheine bereits ausverkauft. Da die Auflage mit 5.000 Exemplaren sehr gering ist, wird inzwischen solch ein Schein schon mit bis zu 6.000 Tschechischen Kronen gehandelt.[40]

In der ersten Auflage des Katalogs aus dem Battenberg-Verlag sind 734 verschiedene „Null-Euro-Scheine“ aus 21 Ländern enthalten, 410 Motive im Katalog kommen aus Frankreich. Der Katalogwert liegt meist um sieben Euro, einige erreichen den höheren zweistelligen Bereich und vier französische Scheine sind mit 100 bis 220 Euro notiert.
Sammler bewerten Scheine mit eigenhändiger Signatur von Richard Faille bei unterschiedlichsten 0-Euro-Souvenirschein-Ausgaben besonders. Auf verschiedenen Münzmessen wie auf der World Money Fair 2019 gab er am Stand der EuroSchein-Souvenir GmbH Autogrammstunden.
Seit 2019 werden einige Ausgaben nach dem Druck noch zusätzlich mit einer Art Werbestempel durch den Herausgeber versehen. Es wird mittlerweile auch bei einzelnen Scheinen durch Lochung ein bestimmter Hinweis oder gar ein Werbetext eingestochen. Seit 2020 kommen zudem immer häufiger farblich gestaltete Überdrucke in den verschiedensten Drucktechniken vor. Damit werden oft finanzielle Interessen verfolgt und das ursprüngliche Druckbild optisch aufgewertet. Häufig werden nur einzelne Scheine damit ausgestattet und zudem privat limitiert. Eine genaue Bestimmung wird somit fast unmöglich, da man nicht mehr unterscheiden kann, was vom Herausgeber beabsichtigt war oder erst später durch private Hand erfolgte.

### Kritik in Deutschland
In Deutschland werden Anfragen und Aufträge über die EuroSchein-Souvenir GmbH mit Sitz in Berlin erledigt. Seit der ersten Auflage von 2016 kam es zu einer Vielzahl von neuen Ausgaben. Die Grundidee der Unterstützung von touristischen Stätten lässt sich nicht immer nachvollziehen. Für Sammler macht dieser starke Anstieg von Ausgaben das junge Sammelgebiet unübersichtlich. Oft bleibt der eigentliche Auftraggeber der Motivserien dem Sammler unbekannt, so ist die im Motiv dargestellte Einrichtung nicht zwangsläufig der Auftraggeber. Serien zu Sportveranstaltungen, historischen Ereignissen oder einzelnen Großveranstaltungen lassen vermuten, dass finanzielle Interessen der Auftraggeber den ideellen Wert übersteigen und der ursprüngliche Gedanke einer kulturellen Unterstützung damit verloren geht. Auch die Zahl der fehlerhaft gedruckten Ausgaben nimmt zu.

## Bildergalerie

Beispielscheine
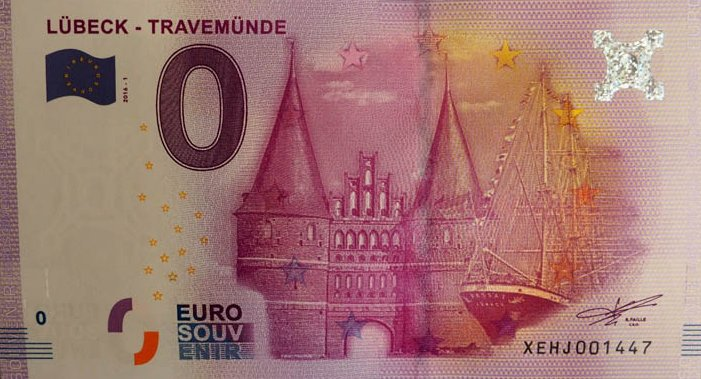
Holstentor (2016)
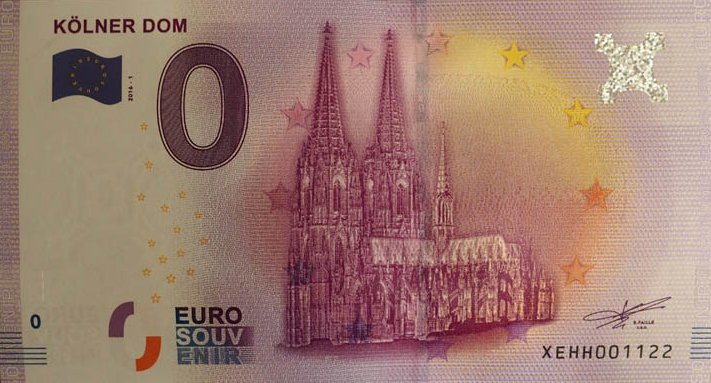
Kölner Dom (2016)
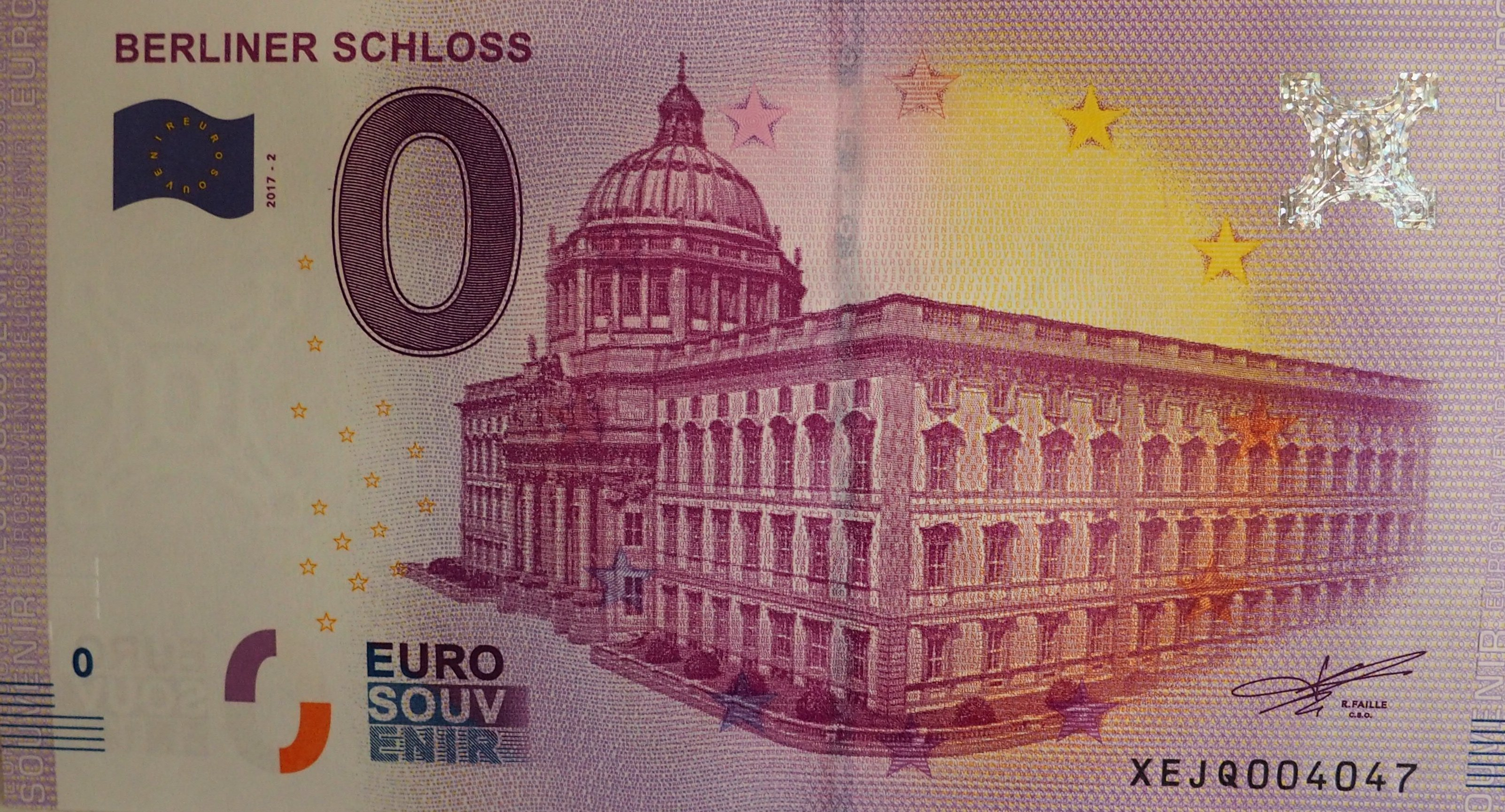
Berliner Schloss (2017)
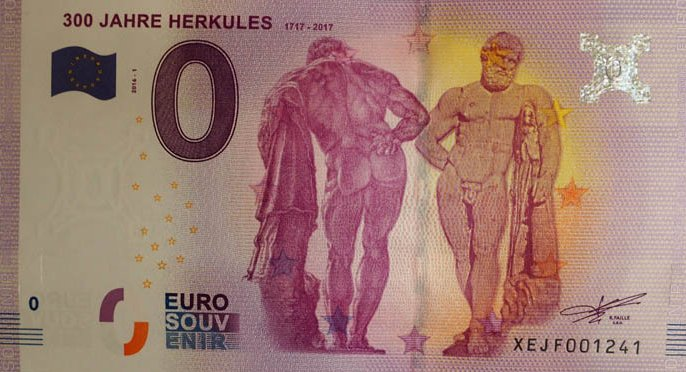
Kassel Herkules (2017)
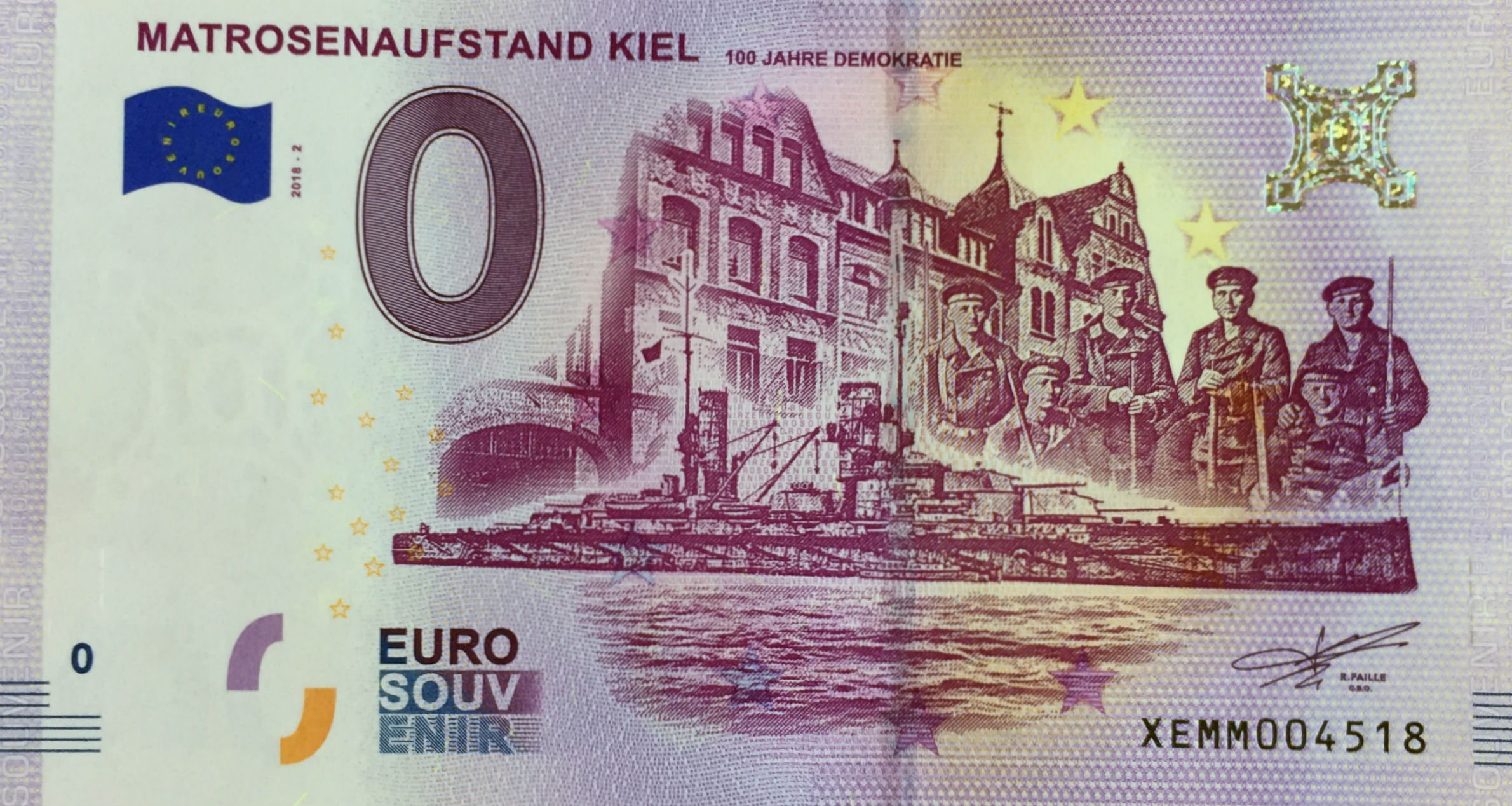
Matrosenaufstand Kiel (2018)
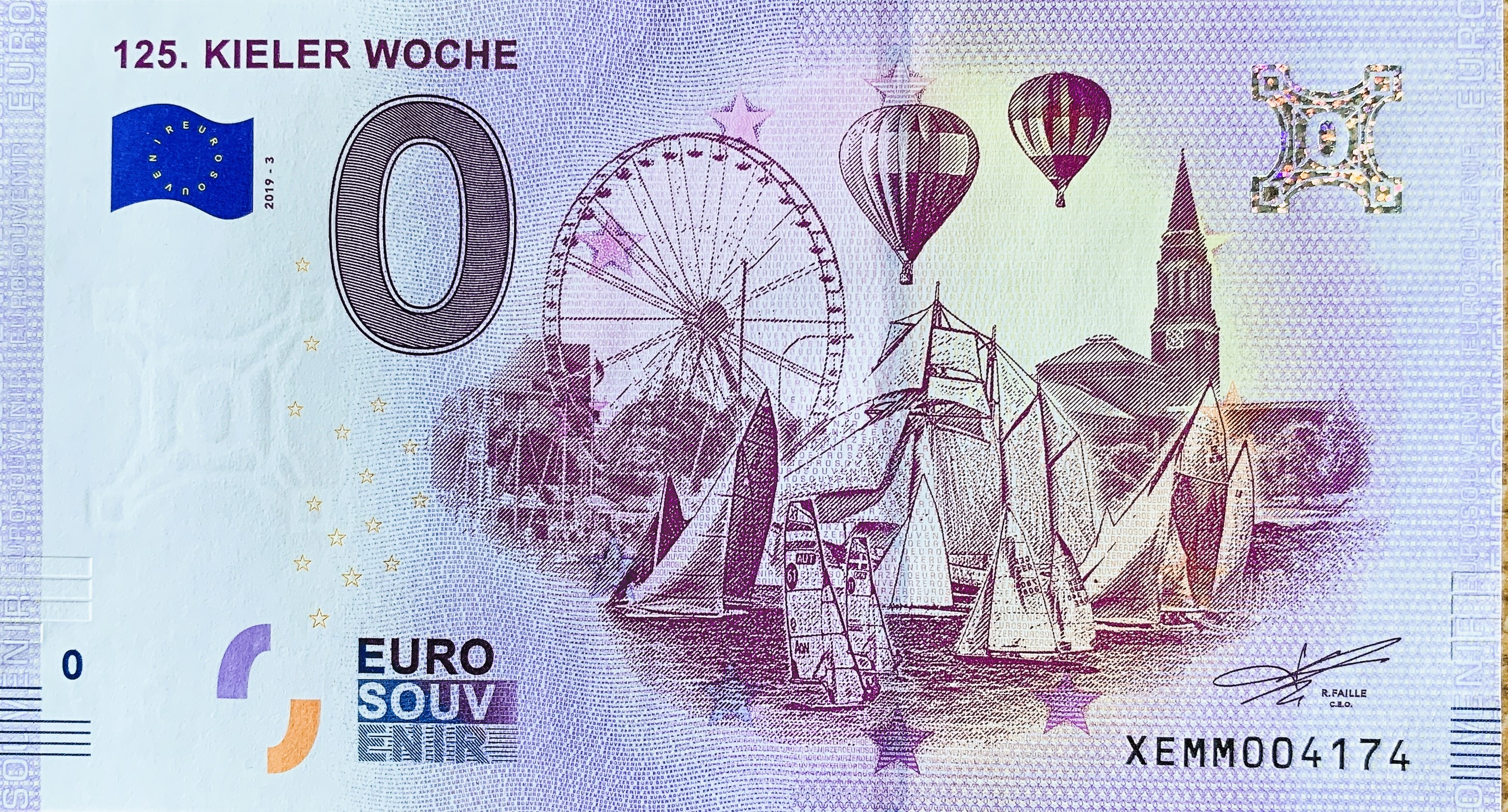
125. Kieler Woche (2019)
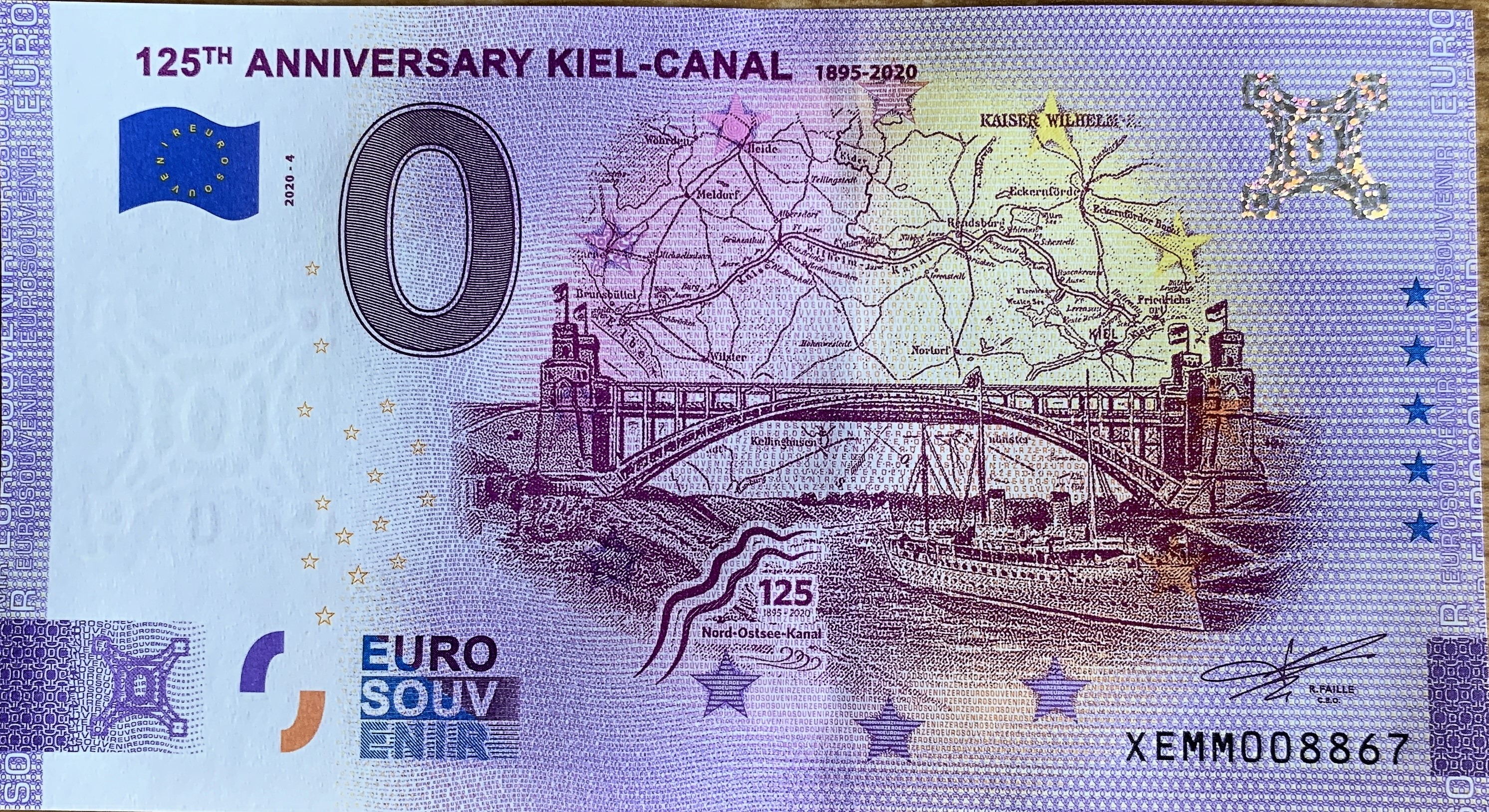
125 Jahre Kiel-Canal (2020)

## Belege
1. ↑  Faille war bereits an der Entwicklung der Euro-Münzen beteiligt und vertreibt seit 1996 Gedenkmedaillen mit Sehenswürdigkeiten als Souvenirs.
2. ↑  Oberthur Technologies ist eine von über zehn von der EZB zur Fertigung von Euro-Banknoten lizenzierten Druckereien.
3. ↑  Es sind Produktionsvorgaben festgelegt, dass das Sicherheitspapier von solchen Prüfstiften nicht geschwärzt wird.
4. ↑  Wenigstens die Papier- und Druckkosten sind repräsentiert und darüber hinaus sind Spenden-Einnahmen vorgesehen.
5. ↑  Euro-Schein Souvenir GmbH, Pressemappe 2016.
6. 1 2  Geschichte. EuroSchein-Souvenir GmbH, abgerufen am 25. Mai 2017.
7. 1 2 3 4 5 6 7  Liste complète (Liste bereits erschienener Scheine). www.billets-touristiques.com, abgerufen am 2. Oktober 2022 (französisch).
8. ↑  Carte des billets (Karte mit bereits erschienenen 0-Euro-Scheinen). www.billets-touristiques.com, abgerufen am 25. Mai 2017 (französisch).
9. 1 2  Friedhelm Thelen: Zoo Duisburg ist jetzt Motiv auf „Null“-Euro-Schein. Westdeutsche Allgemeine Zeitung, 12. Juli 2016, abgerufen am 27. Mai 2017.
10. 1 2  Friedhelm Thelen: Dritter Null-Euro-Schein mit Zoo-Motiv ist schon in Planung. Westdeutsche Allgemeine Zeitung, 27. Dezember 2016, abgerufen am 27. Mai 2017.
11. ↑  Erster Euro Souvenir Schein Österreichs – Alpenzoo Innsbruck. (Video) ORF Tirol Fernsehen Nachrichten, abgerufen am 27. Mai 2017.
12. ↑  Schöner Schein: 0-Euro-Noten mit österreichischen Motiven: Im Jahr 2017 machte der Alpenzoo Innsbruck mit seiner Erstausgabe als 0-Euro Souvenir Schein in Höhe von 10.000 Stück den Anfang mit Tierporträts von Steinbock und Luchs. 2018 ist eine zweite Auflage erschienen, erkennbar an der geänderten kleinen Jahreszahl rechts neben der Europaflagge unter „ALPENZOO“ und rückseitig dem Turm von Belém statt Big Ben.
13. ↑  Reiner Graff: Die 0-Souvenir-Scheine der Schweiz, Numispost-Das Schweizer Magazin für Münzen, April 2018, Bad Ragaz (Schweiz).
14. ↑  Reiner Graff: Die 0-Souvenir-Scheine der Schweiz, Numispost, April 2018, S. 64–66.
15. ↑  Numispost, Das Schweizer Magazin für Münzen, Ausgabe April 2018, Reiner Graff; Die 0-Souvenirscheine der Schweiz, Ausgabe September 2018; Der neue Katalog zu den 0-Euro-Souvenirscheinen aus dem Battenberg Gietl Verlag.
16. ↑  Personalisierung. EuroSchein-Souvenir GmbH, abgerufen am 25. Mai 2017.
17. ↑  numismatiqueargenteuil: Nouveau revers 2017 des billets touristiques: le Brexit est acté! In: BLOG du CNA. 28. Februar 2017, abgerufen am 25. Mai 2017 (französisch).
18. ↑  SCHLOSS MORITZBURG 2017-1A. In: Billets Touristiques.com. (französisch).
19. ↑  numiscontrol auf MünzenWoche: Heimliche Änderung auf den 0-Euro-Scheinen. 16. Januar 2020, abgerufen am 22. Januar 2020.
20. ↑  In fester Reihenfolge aber teilweise einzeln kopfstehend.
21. ↑  vorn: rechts unten gelb und links oben magenta, hinten entsprechend links oben gelb und rechts unten magenta, die jeweils verbleibenden Viertel unbedruckt.
22. ↑  Keine Fälschung Es gibt Null-Euro-Scheine – und Leute geben Geld dafür aus (Memento vom 17. Februar 2019 im Internet Archive), Berliner Zeitung vom 26. Juli 2018, abgerufen am 26. April 2019.
23. ↑  numiscontrol auf MünzenWoche: 0-Euro-Souvenirscheine ab 2020 im neuen Outfit. 5. Dezember 2019, abgerufen am 22. Dezember 2019.
24. ↑  0-Euro-Scheine: Gibt es sie wirklich und wofür sind sie da? In: WEB.DE News. 31. Oktober 2018.
25. ↑  Tim Geyer: Es gibt einen offiziellen 0-Euro-Schein und er macht Leute reich. In: Vice, 24. Mai 2017.
26. ↑  numiscontrol: Der-0-Euro-Schein. Souvenir für den guten Zweck. In: MünzenWoche, 19. April 2018.
27. ↑  Pannen auf 0-Euro-Scheinen Teil 2 - MünzenWoche. In: muenzenwoche.de. 27. Juni 2019, abgerufen am 4. März 2022.
28. ↑  Solche Mängel der Stammdruckerei beruhen wohl auf der schlechteren Kontrolle von „Souvenir“-Scheinen gegenüber echten Banknoten.
29. ↑  Sächsische Zeitung: Null-Euro-Schein mit zwei Fehlern (23. Mai 2018); „Meißner Burg sendet falsche Euro-Scheine zurück“ (24. Mai 2018); „Neue Euro-Scheine ersetzen Fehldruck“ (14. Juni 2018).
30. ↑  Geschichtsverfälschung beim 0-Euro-Schein eines Museums?, Onlinemagazin MünzenWoche, 4. April 2019
31. ↑  Antwort vom 9. April 2019 auf Anfrage beim Herausgeber
32. ↑  Katalog der 0-Euro-Souvenirscheine, Battenberg Verlag 2018, S. 83.
33. ↑  Victor Deutsch: 5000 sind weg: Herkules-„Geldscheine“ werden nachgedruckt. EXTRA TIP Werbegesellschaft mbH, 5. Februar 2017, abgerufen am 27. Mai 2017.
34. ↑  Fälschung? – Was es mit dem Null-Euro-Schein auf sich hat. BILD GmbH & Co. KG, 23. Mai 2017, abgerufen am 27. Mai 2017.
35. ↑  Jasmin Pospiech: Schnell zugreifen: So wertvoll ist der Null-Euro-Schein. Münchener Zeitungs-Verlag GmbH & Co. KG, 23. Mai 2017, abgerufen am 27. Mai 2017.
36. ↑  Katharina de Mos: Ein Geldschein geht um in Europa. Trierischer Volksfreund, 4. August 2018, S. 1.
37. ↑  Dirk Jericho: Null-Euro-Geldschein „Berliner Schloss“: Förderverein sammelt Geld für Fassaden. Berliner Wochenblatt Verlag GmbH, 31. Januar 2017, abgerufen am 27. Mai 2017.
38. ↑  Heike Lehmann:  Finsterwalder Sängerfest 0-Euro-Schein soll Kassen füllen (Memento vom 2. März 2019 im Internet Archive). Bild der Vorderseite in: Lausitzer Rundschau vom 6. August 2018.
39. ↑  MATTES Sammlerkatalog 0-Euro-Scheine 2018, S. 60.
40. ↑  Pressemeldung, Prag, 3. Juli 2019, „0-Euro-Souvenir-Schein mit Porträt von Karel Gott wird zum Sammlerhit, der Preis steigt stark“, Info von eurosouvenir.sk
41. ↑  Friedhelm Thelen: Souvenirscheine MSV Duisburg: So viel ist der Null-Euro-Schein bereits wert. In: WAZ vom 26. Dezember 2018
42. ↑  Messekatalog der World Money Fair 2019
43. ↑  Impressum. In: €uroschein Souvenir.
44. ↑  numiscontrol auf MünzenWoche: Bringt Nachlässigkeit die ü0-Euro-Scheine zu Fall?